# Ʉ̌
Cette page contient des caractères spéciaux ou non latins. S’ils s’affichent mal (▯, ?, etc.), consultez la page d’aide Unicode.
Ʉ̌ (minuscule ʉ̌), appelé U barré caron ou U barré antiflexe, est une lettre additionnelle qui est utilisée dans l'écriture du four, du kenyang, du koonzime, du kwanja, du lendu, du limbum, du ngiemboon, et du ngomba.
Cette lettre est formée d'un Ʉ diacrité par un caron.

## Représentations informatiques
Le U barré caron peut être représenté avec les caractères Unicode suivants :
- décomposé (latin étendu B, alphabet phonétique international, diacritiques)[1],[2],[3] :

| formes    | représentations | chaînes de caractères | points de code | descriptions                                      |
| --------- | --------------- | --------------------- | -------------- | ------------------------------------------------- |
| capitale  | Ʉ̌               | Ʉ◌̌                    | U+0244 U+030C  | lettre majuscule latine u barré diacritique caron |
| minuscule | ʉ̌               | ʉ◌̌                    | U+0289 U+030C  | lettre minuscule latine u barré diacritique caron |